# لهستانی‌سازی
لهستانی‌سازی (لهستانی: polonizacja) لهستانی‌سازی فرآیندی است که طی آن عناصری از فرهنگ لهستان و به خصوص زبان آن پذیرفته یا تحمیل می‌شوند. این اتفاق در بعضی دوره‌های تاریخی میان جمعیت غیرلهستانی که در نواحی تحت تسلط یا نفوذ لهستان زندگی می‌کردند رخ داده‌است. مانند دیگر نمونه‌های همگون‌سازی فرهنگی لهستانی‌سازی نیز به صورت‌های داوطلبانه و اجباری اتفاق افتاده‌است، به خصوص در نواحی که فرهنگ یا زبان لهستانی غالب بودند یا آنکه لهستانی بودن موجب افزایش اعتبار و جایگاه اجتماعی می‌شد مانند نجبای روتنیا و دوک‌نشین بزرگ لیتوانی. مقامات سیاسی به خصوص در دوران پس از جنگ جهانی دوم ترویج کننده لهستانی‌سازی بودند.

## خلاصه
در دوران مشترک‌المنافع لهستان–لیتوانی (۱۷۹۵–۱۵۶۹) می‌توان نمونه‌هایی از لهستانی‌سازی را مشاهده نمود که طی آن نجبای روتنیایی و نجبای لیتوانیایی به سمت فرهنگ لهستانی که بیشتر غربی بود متمایل شدند. این تغییر می‌توانست موجب مزایای سیاسی و اقتصادی نیز بگردد و در عین حال بر نهادهای فرهنگی خودشان و به خصوص کلیسای ارتدکس شرقی فشار وارد کند زیرا تغییر مذهب به کاتولیک و در اندازه کمتر به پروتستانیسم در بیشتر مواقع مهم‌ترین بخش ورود به فرهنگ لهستانی بود و این تضعیف کلیسای ارتدوکس بود که بیش از همه موجب خشم مردم در بلاروس و اوکراین می‌شد. در لیتوانی اما بیشتر مردم کاتولیک بودند فرایند لهستانی‌سازی هویت ملی ایشان را تهدید می‌کرد که تا هنگام احیای هویت ملی لیتوانیایی در قرن نوزدهم این مسئله خیلی برای مردم شناخته شده نبود.
فرایند لهستانی‌سازی در دوران جمهوری دوم لهستان به نوعی دوگانه بود. از یک سو و به مانند دیگر قدرت‌های اروپایی که تمایل به برتری منطقه‌ای داشتند سیاست‌های اکثراً اجباری همگون‌سازی فرهنگی در حال اجرا بود (مانند آلمانی‌سازی و روسی‌سازی). اما از سوی دیگر به مانند سیاست‌هایی بود که کشورها با هدف افزایش نقش زبان و فرهنگ بومی خود در جوامع‌شان انجام می‌دادند (مانند مجاری‌سازی، رومانیایی‌سازی و اوکراینی‌سازی). برای لهستانی‌ها این فرایند بازسازی هویت ملی لهستانی و بازپس‌گیری میراث لهستانی در زمینه‌های آموزشی، مذهبی و اداری بود که در دوران طولانی اشغال این کشور توسط امپراتوری روسیه، پروس و اتریش-مجارستان آسیب دیده بود. اما در این لهستان تازه تأسیس نزدیک به یک سوم جمعیت غیرلهستانی بودند و بسیاری از ایشان حس می‌کردند که آرزوهای ملی خودشان توسط لهستانی‌ها سرکوب شده‌است که به همین سبب بخش بزرگی از این جمعیت در اندازه‌های مختلفی در برابر همگون‌سازی فرهنگی مقاومت می‌کردند. بخشی از رهبری کشور بر لزوم یک‌دستی قومی و فرهنگی کشور در طولانی مدت تأکید داشت. اما ترویج زبان لهستانی در ادارات، زندگی عمومی و به خصوص در آموزش از جانب برخی به همگون‌سازی اجباری تعبیر می‌شد. به عنوان مثال در نواحی اوکراینی‌نشین اقدامات مقامات لهستانی با هدف کاهش نفوذ کلیسای ارتدوکس و کلیسای کاتولیک یونانی اوکراینی باعث افزایش نارضایتی‌ها می‌شد و به لهستانی‌سازی مذهبی تعبیر می‌گشت.

## قرن‌های ۱۲ تا ۱۶ میلادی

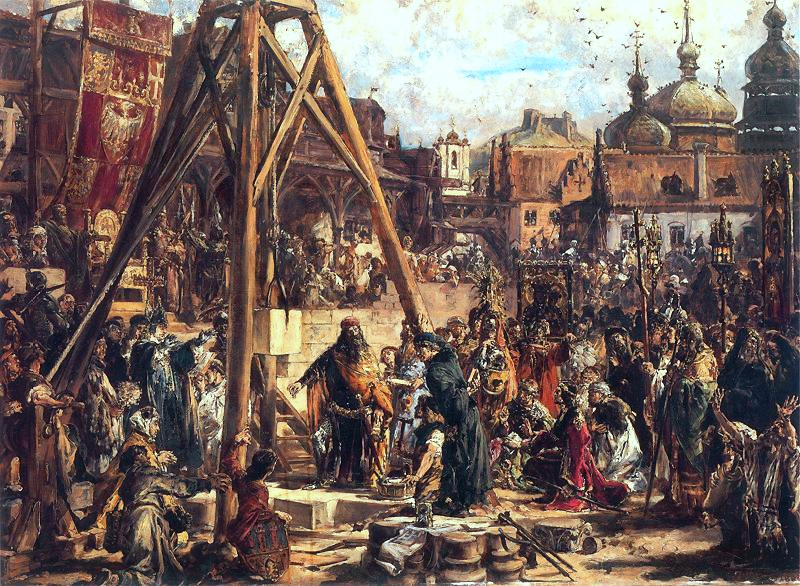
نقاشی رنگ روغن با نام تاریخ تمدن در لهستان اثر یان ماتیکو که گذاشتن سنگ زیربنا نخستین کلیسای کاتولیک در لویو را توسط کازیمیر کبیر نشان می‌دهد.

بین قرن ۱۲ تا ۱۴ میلادی بسیاری از شهرها در تاج و تخت پادشاهی لهستان آنچه که حقوق ماگدبورگ خوانده می‌شد را پذیرفته بودند که بر اساس آن توسعه و صنعت‌گری در شهرها مورد احترام بود. این حقوق در بیشتر مواقع توسط پادشاه به مناسبت ورود مهاجران جدید اعطا می‌گشت. بعضی از این مهاجران و به خصوص تاجران یونانی و ارمنی پس از اسکان با مردم بومی ادغام می‌شدند. آن‌ها بسیاری از وجوه فرهنگ لهستانی را می‌پذیرفتند اما مذهب ارتدوکس خویش را حفظ می‌کردند. از همان زمان هم فرهنگ لهستانی خود از غرب تأثیر می‌گرفت و فرایند طولانی از همگون‌سازی فرهنگی را در شرق اعمال می‌کرد.

## مشترک‌المنافع لهستان–لیتوانی (۱۷۹۵–۱۵۶۹)
با انعقاد اتحاد لوبلین در سال ۱۵۶۹ نواحی روسنیایی که در اختیار دوک‌نشین بزرگ لیتوانی بودند به مشترک‌المنافع لهستان–لیتوانی انتقال یافتند و بدین ترتیب تأثیر قدرتمند فرهنگ و زبان لهستانی بر قومیت‌های غیر لهستانی آغاز گشت. یک چهارم قرن بعد و به دنبال اتحاد برست کلیسای روسنیایی تلاش کرد تا ارتباط خود با کلیسای ارتدکس شرقی را قطع نماید. نواحی کم جمعیت که به نجبای لهستانی واگذار شده بودند با آمدن کشاورزان لهستانی از نواحی مرکزی آباد می‌گشتند و این موج مهاجرت به همراه علاقه‌مندی و گاهی اجبار بر نجبای روسنیایی و نخبگان فرهنگی باعث فراموشی فرهنگ روسنیایی، سنت‌های ایشان و کلیسای ارتدکس شرقی در بین ایشان شد.
پیشنهاد پادشاهی لهستان به یوگایلا دوک بزرگ لیتوانی که با نام وادیسواو دوم یوگایلا از ۱۳۸۶ تا ۱۴۳۴ بر این کشور حکمرانی کرد را می‌توان آغاز فرایند تدریجی لهستانی‌سازی نخبگان لیتوانیایی دانست. یوگایلا کلیساهای بسیاری را در سرزمین‌های مشرکان لیتوانی ساخت، منصب‌ها و زمین‌های بسیاری را به کاتولیک‌ها داد و از شهرها و روستاها حمایت نمود. نجبای روسنیایی نیز در دوران او موقعیتی برابر با نجبای لهستانی داشتند.
در دوران جانشینان یوگایلا مانند دوران پادشاهی اولاسلوی یکم از سال ۱۴۳۴ تا ۱۴۴۴ لهستانی‌سازی در کمال تیزبینی و مهارت ادامه داشت. وی امتیازات نجبای روتنیایی را بدون توجه به مذهب آنان گسترش داد و در ۱۴۴۳ با صدور فرمانی کلیسای ارتدکس را حقوقی برابر با کلیسای کاتولیک اعطا نمود که باعث بهبود روابط با روحانیون ارتدوکس شد. این سیاست‌ها در زمان کازیمیر چهارم یاگیلون نیز ادامه یافت. در همین حال گسترش نفوذ فرهنگ لهستانی به مدد علاقه نجبای روتنیایی به افسون فرهنگ غربی و نظم سیاسی لهستان که در آن اشراف بر ملک و بردگان خود مالکیت مطلق داشتند ادامه یافت.
بعضی از بزرگان روتنیایی مانند خاندان سانگوشکو، خاندان ویشنوویتسکی و به خصوص خاندان استروگسکی تا نسل‌ها در برابر فرایند لهستانی‌سازی مقاومت کردند. این خاندان‌ها در عین حال که به پادشاهی لهستان وفادار بودند بر مذهب پدران خویش باقی ماندند، از کلیسای ارتدکس حمایت کردند و کتاب‌هایی به زبان روتنیایی چاپ نمودند (چهار کتاب نخستین که به الفبای سیریلیک چاپ شده‌است در سال ۱۴۹۱ در کراکوف بود). البته این مقاومت نیز در طی نسل‌ها و با افزایش وابستگی نجبای روتنیایی به فرهنگ لهستانی و کلیسای کاتولیک کمرنگ می‌شد. سیستم آموزشی لهستانی شده بود و موسسات زیادی در غرب روتنیا ایجاد شدند که باعث زوال بیشتر فرهنگ بومیان می‌گشت. در روتنیا زبان لهستانی در حال تبدیل به زبان اداری بود و در انتها قرن ۱۶ زبان اداری روتنیا ترکیب عجیبی از زبان اسلاوی کلیسایی، زبان روتنی و زبان لهستانی بود اما زبان لهستانی به آرامی در حال تفوق بود و ادغام کامل زبان‌های لهستانی و روتنیایی نزدیک می‌شد.
کلیسای کاتولیک شرقی که برای جذب نجبای روتنیایی که در اصل ارتدوکس بودند تأسیس شده بود با پیوستن نجبا به کلیسای کاتولیک لاتین تبدیل به نهادی بدون دنبال کننده شد. به همین سبب از کلیسای کاتولیک شرقی برای جدا کردن دهقانان از سنت‌های روتنیایی‌شان استفاده شد اما در این امر هم خیلی موفق نبود. مردم بومی که حمایت نجبای خود را از دست داده بودند به کازاک‌ها پناه بردند که از طرفداران سرسخت مذهب ارتدوکس بودند. همچنین ایشان به سرعت در مورد کسانی که دشمن خود می‌دانستند مانند نمایندگان دولت لهستان یا کاتولیک‌ها یا یهودیان خشونت می‌ورزیدند.
پس از چند خیزش توسط کزاک‌ها و به خصوص پس از قیام خملنیتسکی به همراه هجوم نیروهای خارجی مشترک‌المنافع به سرعت تضعیف شد و تحت اداره همسایگان خویش درآمد تا آنکه در نهایت با تجزیه لهستان در انتهای قرن ۱۸ میلادی دولت لهستانی تا ۱۲۳ سال دیگر امکان ایجاد نیافت.
هرچند که وجود اسنادی مانند پیمان ورشو (قرن ۱۶) بیانگر نمونه‌های بی‌نظیری از رواداری مذهبی در آن زمان است اما بسیاری سیاست‌های ستمگرانه لهستان در قبال اتباع ارتدکس را از دلایل اصلی سقوط این کشور می‌دانند.
در طول دوره حکومت مشترک‌المنافع فرایند لهستانی‌سازی در غرب این کشور در قبال گروه‌های کوچکی از مهاجران مانند مردمان بامبژی در لهستان بزرگ اتفاق افتاد.

## دوران تجزیه لهستان
لهستانی‌سازی در دورانی که دولت لهستان وجود نداشت و کشورهای تجریه‌کننده با اتخاذ سیاست‌های متعدد درصدد از بین بردن دستاوردهای پیشین لهستانی‌سازی و نابودی هویت ملی لهستانی‌ها بودند هم اتفاق می‌افتاد.
در سال‌های نخست تجزیه لهستان در پروس و در پاسخ به آزار و اذیت کاتولیک‌ها طی تنش‌های فرهنگی قرن نوزدهم در پروس فرایند لهستانی‌سازی اتفاق می‌افتاد. آلمانی‌های کاتولیک که در نواحی با اکثریت لهستانی زندگی می‌کردند به صورت دلخواه خود را در جامعه لهستانی ترکیب می‌کردند که نزدیک به صد هزار آلمانی در بخش‌های شرقی پروس را شامل می‌شد.
بسیاری از صاحب‌نظران معتقد هستند که بزرگترین موفقیت‌ها در فرایند لهستانی‌سازی در نواحی غیر لهستانی‌نشینی که سابقاً در تسلط مشترک‌المنافع بودند پس از تجزیه لهستان و دوران اذیت و آزار لهستانی‌ها بود (لئون واشیلوسکی و میتروفان دوونار-زاپولفسکی). برای مثال در روسیه به صورت عجیبی در هنگام مبارزه با هرچیز مرتبط با لهستان در بلاروس و لیتوانی توسط روس‌ها بود که شاهد حرکت قومی قابل توجه لهستانی‌ها به شرق و رشد مناطق لهستانی‌نشین هستیم.
دلایل کلی این اتفاق را می‌توان در این موارد دید: فعالیت‌های کلیسای کاتولیک و تأثیر فرهنگی که شهرهای بزرگی مانند ویلنیوس و کاوناس بر نواحی اطراف تحمیل می‌کردند، فعالیت‌های ناحیه آموزشی ویلنا در قرن نوزدهم، فعالیت مقام‌های اداری محلی که تا پیش از خیزش ژانویه در سال ۱۸۶۳ عموماً متشکل از لهستانی‌ها بود، فعالیت مخفی مدارس لهستانی در نیمه دوم قرن نوزدهم و اوایل قرن بیستم و تأثیر املاک و زمین‌داران بر رعایا.
با وجود تجزیه لهستان در اواخر قرن ۱۸ میلادی فرایند لهستانی‌سازی در لیتوانی، بلاروس و نواحی از اوکراین که لهستانی‌ها زیادی در آن زندگی می‌کردند همچنان ادامه داشت و سیاست‌های لیبرالی که کشورهای اروپایی پیش گرفته بودند امتیازات قابل توجهی را در امور محلی به نخبگان لهستانی اعطا می‌نمود. سیاست‌های لیبرالی الکساندر یکم، امپراتور روسیه باعث تشدید فرایند لهستانی‌سازی می‌گشت، به خصوص آنکه روشنفکران لهستانی دانشگاه ویلنیوس را در سال ۱۸۰۳ تأسیس نمودند. به دستور الکساندر یکم ناحیه آموزشی ویلنا تحت نظارت آدام یرژی چارتوریسکی که از دوستان شخصی امپراتور بود قرار گرفت. این ناحیه آموزشی که از استقلال و آزادی عملی بسیاری برخوردار بود نواحی وسیعی از غرب امپراتوری روسیه را در برمیگرفت و به واسطه روسای دانشگاه لهستانی که داشت به مرکز فرهنگ و میهن‌پرستی لهستانی قرار گرفت و به عنوان تنها دانشگاه منطقه مرکز جذب تمام جوانان نخبه از نژادهای مختلف بود.
در سال ۱۸۱۶ زیان لاتین به کلی از سیستم آموزشی دانشگاه حذف شد و زبان‌های روسی و لهستانی جایگزین آن گشتند. این تغییر تأثیر عمیقی هم بر مدارس متوسطه لیتوانی و بلاروس گذاشت که در آن‌ها هم از لاتین به عنوان زبان آموزشی استفاده می‌شد. این دانشگاه مرجع اصلی پرورش معلم برای این مدارس بود و افزون بر آن دانشگاه تنها مرکز انتخاب کتاب‌های درسی بود و اینک فقط کتاب‌های لهستانی را تأیید و چاپ می‌نمود.
گفته می‌شود که سال‌های ۱۸۰۰ تا ۱۸۱۰ دوره رونق بی‌سابقه زبان و فرهنگ لهستانی در سرزمین‌های دوک‌نشین لیتوانی و ادغام کامل نخبگان محلی در این زبان بوده‌است و کاهش روزافزون زبان بلاروسی را در پی داشت. همچنین باید گفت که فرایند لهستانی‌سازی مکمل روند ضد روسی و ضد ارتدکسی بود. نتیجه این روند در سرشماری‌های قومی مناطقی که سابقاً لهستانی‌نشین نبودند به خوبی مشخص است.
با وقوع خیزش نوامبر توسط لهستانی‌ها جهت استقلال از روسیه سیاست‌های سلطنتی نیز به ناگاه تغییر نمود. دانشگاه در سال ۱۸۳۲ به صورت اجباری بسته شد و طی سال‌های آتی سیاست‌هایی جهت همگون‌سازی و پایان «مسئله لهستان» آغاز گشت که پس از یک خیزش ناموفق دیگر در سال ۱۸۶۳ شدت هم گرفت.
روند لهستانی‌سازی که طی سده‌های پیشین بدون مشکل ادامه داشت در قرن نوزدهم با سیاست روسی‌سازی ضدلهستانی سختی مواجه شد و در این کشمکش هر از گاهی یکی از این روندها موفق بود. در دهه‌های ۱۸۳۰ تا ۱۸۶۰ روسی‌سازی پرقدرت بود و از اواسط ۱۸۵۰ تا ۱۸۸۰ لهستانی‌سازی رشد کرد. هرگونه لهستانی‌سازی در نواحی تحت اشغال آلمان و روسیه در وضعیتی اتفاق می‌افتاد که نفوذ لهستانی‌ها در دولت به شدت در حال کاهش بود. تجزیه لهستان تهدیدی واقعی جهت بقای فرهنگ لهستانی در این مناطق بود. از آنجایی که لهستانی‌سازی بر محور فرهنگ لهستانی رخ می‌داد، سیاست‌هایی که با هدف نابودی این فرهنگ اتخاذ می‌شدند تأثیر بسیاری بر تضعیف لهستانی‌سازی در این مناطق داشتند. این امر به خصوص در نواحی تحت اشغال روسیه که فرهنگ لهستانی بدترین وضعیت را داشت بسیار مشهود است زیرا مقامات روسی به تدریج ضدلهستانی‌تر می‌شدند. پس از دوره کوتاه و شبه‌لیبرال اوایل قرن ۱۹ میلادی که در آن دولت دست‌نشانده لهستانی با نام لهستان کنگره اجازه اندازه‌ای از خودمختاری را داشت در بقیه مدت وضعیت فرهنگ لهستانی به شدت در حال تضعیف شدن بود.

## جمهوری دوم لهستان (۱۹۳۹–۱۹۱۸)
در زمان جمهوری دوم لهستان در بسیاری از نواحی لهستان که پیشتر ترکیبی از لهستانی‌ها و روتنیایی‌ها بودند حالا اکثریت با بلاروس‌ها و اوکراینی‌ها بود. با پایان جنگ جهانی اول و تشکیل دوباره کشور لهستان بر سر تسلط بر این نواحی اختلافاتی وجود داشت اما طی جنگ لهستان و اوکراین در ۱۹۱۸ این لهستانی‌ها بودند که توانستند کشور نوظهور جمهوری خلق اوکراین غربی را شکست دهند. نزدیک به یک سوم مردم کشور تازه تأسیس لهستان کاتولیک نبودند که در میان آنان بسیاری از یهودیان روس وجود داشت که از پوگروم کیف (۱۹۱۹) گریخته بودند. بر اساس پیمان صلح ریگا یهودیان می‌توانستند کشور متبوع خود را انتخاب کنند که صدها هزار تن از آنان جمهوری لهستان را انتخاب کرده و به جمعیت یهودیان این کشور اضافه شدند.
مسئله اقلیت‌های غیرلهستانی موضوع بحث‌های بسیاری در میان رهبران لهستان بود. دو نظر مختلف در این زمان با یکدیگر به رقابت می‌پرداختند. در یک سو یوزف پیلسودسکی قرار داشت که رویه‌ای روادارانه‌تر را دنبال می‌کرد که همگون‌سازی را کمتر مدنظر داشت و رومن دمووسکی و استانیسواو گرابسکی مشوق رویه‌های بودند که بیشتر همگون‌سازی را مدنظر خویش داشت.
حزب ناسیونال دموکرات (لهستان) همگون‌سازی زبانی را یکی از عوامل اصلی اتحاد کشور در نظر می‌گرفت. برای مثال گابریسکی که وزیر دین و آموزش عمومی در سال‌های ۱۹۲۳ و ۱۹۲۶–۱۹۲۵ بود نوشته‌است: «لهستان تنها در صورتی حفظ خواهد شد که تنها کشور مردم لهستانی باشد. اگر کشور لهستانی‌ها، آلمانی‌ها، روتنیایی‌ها، بلاروسی‌ها، لیتوانیایی‌ها و روس‌ها باشد بار دیگر استقلال خویش را از دست خواهد داد.» و «نمی‌توان از کسانی که هویت ملی ندارند و خود را محلی (توتیشی) می‌نامند یک ملت ساخت.» گابریسکی همچنین می‌گوید که «تبدیل قلمرو جمهوری به قلمرو ملی لهستان شرط لازم جهت حفظ مرزهای ماست.»
در سیاست‌های داخلی دوران حکومت پیلسودسکی نشان‌دهنده ثبات و بهبود بسیار لازم در وضعیت اقلیت‌های قومی بود که تقریباً یک سوم جمعیت کشور را تشکیل می‌دادند. پیلسودسکی سیاست‌های همگون‌سازی قومی حزب ناسیونال دموکرات (لهستان) را با سیاست همگون‌سازی دولتی جایگزین نمود که در آن شهروندان نه بر اساس قومیت که بر اساس وفاداری به دولت قضاوت می‌شدند. یهودیان لهستان به سال‌های ۱۹۳۵–۱۹۲۶ نگاه خوبی دارند زیرا در آن سال‌ها وضعیت ایشان تحت کابینه کاژیمژ بارتل که منصوب پیلسودسکی بود بهبود یافت. اما در سال‌های بعدی ترکیبی از اتفاقات مختلف مانند رکود بزرگ که در اثر آن پیلسودسکی نیاز به حمایت بقیه احزاب در انتخابات پارلمانی داشت یا چرخه مطلوب و چرخه معیوب حملات تروریستی سازمان ملی‌گرایان اوکراین و پاسخ‌های دولت باعث شد که علی‌رغم تلاش‌های پیلسودسکی وضعیت بدتر شود.
به هر حال فرایند لهستانی‌سازی باعث ایجاد طبقه باسواد جدیدی در میان غیرلهستانی‌ها شد که بر اهمیت مدرسه، ادبیات و هنر واقف بودند و در توسعه هویت قومی خودشان نقش اساسی داشتند.

### لهستانی‌سازی در مرزهای شرقی
پس از جنگ لهستان-شوروی و به موجب صلح ریگا در سال ۱۹۲۱ بلاروس غربی، اوکراین غربی و بخش ویلنیوس به خاک لهستان الحاق شدند. در همان زمان و بر اثر فشار متفقین غربی دولت تازه تأسیس لهستان خودمختاری سیاسی را به گالیسیا اعطا نمود.

#### بلاروس غربی
پیمان صلح ریگا که میان دولت لهستان و جمهوری فدراتیو سوسیالیستی روسیه شوروی به نمایندگی از جمهوری شوروی سوسیالیستی اوکراین و بدون حضور نماینده بلاروس امضا شد نیمی از بلاروس امروزی را به جمهوری دوم لهستان واگذار نمود. براساس مفاد پیمان صلح ریگا جمهوری فدراتیو سوسیالیستی روسیه شوروی به نمایندگی از جمهوری شوروی سوسیالیستی بلاروس که در طول جنگ تأسیس شده بود نیز عمل می‌نمود. همچنین بر اساس این قرارداد دولت روسیه شوروی سه بخش از کشور تازه تأسیس بلاروس شوروی را هم تصرف می‌نمود که البته در سال‌های ۱۹۲۴ و ۱۹۲۶ بازگردانده شدند. اعتراض‌های دولت در تبعید جمهوری خلق بلاروس که در سال ۱۹۱۸ ایراد شده بود نیز توسط لهستان و شوروی مورد بی‌توجهی قرار گرفت.
با گسترش میل به یکسان‌سازی در جامعه لهستان دولت لهستان نیز سیاست‌های سخت‌گیرانه لهستانی‌سازی و همگون‌سازی فرهنگی بلاروسی‌ها در بلاروس غربی را آغاز نمود. یکی از مقامات لهستانی به نام لئوپولد اسکولسکی که از مدافعان لهستانی‌سازی بود در اواخر دهه ۱۹۳۰ در مجلس لهستان گفته بود: «مطمئن باشید ده سال دیگر یک بلاروسی در بلاروس غربی نخواهید یافت.»
یکی از مقامات پرنفوذ لهستانی در ناحیه کرسی به نام وادیسواو ستادنیکی هم به صورت علنی بیان می‌داشت لهستان باید نواحی شرقی را استعمار کند.
تبعیض گسترده‌ای جهت استفاده از زبان بلاروسی در این زمان وجود داشت و استفاده از آن موسسات دولتی ممنوع بود.
در این دوران کلیسای ارتدکس شرقی هم در لهستان با تبعیض مواجه بود و کوشیده می‌شد تا کلیسای ارتدکس شرقی بلاروس هم همگون شود. مقامات لهستانی استفاده از زبان لهستانی را در کیسای ارتدکس تحمیل می‌کردند و انجمن‌های ارتدکس لهستانی در سرتاسر بلاروس غربی مانند اسلونم، بیاویستوک، واوکویسک و نووگرودوک ایجاد شدند.
کشیش‌های بلاروسی که می‌کوشیدند برای افزایش آگاهی ملی زبان بلاروسی را در کلیساها رواج دهند تحت آزار و تعقیب مقامات دولتی و کلیسایی لهستان بودند. برای مثال کلیسای کاتولیک لهستان استفاده از زبان بلاروسی به جای زبان لهستانی را در کلیساها و مدارس بلاروس غربی ممنوع کرده بود. سندی از کلیسای کاتولیک لهستان در سال ۱۹۲۱ موجود است که طی آن در مذمت کشیشانی که می‌خواهند زبان بلاروسی را وارد زندگی مذهبی کنند گفته شده: «ایشان می‌خواهند زبان غنی لهستانی را با زبانی که مردم ساده و نخ نما می‌خوانند جایگزین کنند.»
تا پیش از سال ۱۹۲۱ در بلاروس غربی ۵۱۴ مدرسه بلاروسی وجود داشت. این تعداد در سال ۱۹۲۸ به ۶۹ مدرسه کاهش پیدا کرد که تنها ۳ درصد کل مدارس بلاروس غربی در آن زمان بودند. این مدارس هم در سال ۱۹۳۹ توسط مقامات لهستانی از میان رفتند. لهستانی‌ها علناً از تشکیل مدارس بلاروسی جلوگیری می‌کردند و زبان لهستانی را بر بلاروسی‌ها تحمیل می‌نمودند.فعالینی که خواستار ایجاد مدارس بلاروسی بودند جاسوس شوروی خوانده می‌شدند و به هر فعالیت اجتماعی بلاروسی‌ها با دیده شک نگاه می‌شد.
جامعه مدنی بلاروس در این زمان تلاش می‌کرد تا در برابر لهستانی‌سازی و تعطیلی مدارس بلاروسی مقاومت کند. جامعه مدارس بلاروسی که رهبری آن را برانسیلاو تاراشکویچ به عهده داشت طی سال‌های ۱۹۲۱ تا ۱۹۳۷ مهم‌ترین نهادی بود که در ترویج آموزش به زبان بلاروسی می‌کوشید.

#### مقاومت در برابر لهستانی‌سازی در بلاروس غربی
در مقایسه با اقلیت اوکراینی‌ها در لهستان که جمعیت قابل توجهی داشت اقلیت بلاروسی آگاهی و تلاش کمتری در جهت حفظ سنت‌های خود داشتند. با این وجود مورخان بلاروسی بیان می‌دارند که سیاست‌های دولت لهستان علیه جمعیت بلاروس غربی اعتراضات فزاینده‌ای را برمی‌انگیخت که گاهی شکل مسلحانه به خود می‌گرفت. در دهه ۱۹۲۰ میلادی واحدهای پارتیزانی بلاروسی در تمام بلاروس غربی وجود داشتند که اکثراً سازماندهی خاصی نداشتند اما برخی از آن‌ها را فعالین چپ بلاروسی سازمان‌دهی می‌کردند. در بهار ۱۹۲۲ میلادی چند هزار پارتیزان بلاروسی از دولت لهستان خواستند تا خشونت‌ها را متوقف نماید، زندانیان سیاسی را آزاد کند و به بلاروس غربی خودمختاری بدهد. این شکل اعتراضات تا میانه‌های دهه ۱۹۳۰ در بلاروس غربی ادامه داشت.
بزرگترین سازمان سیاسی بلاروس‌ها به نام اتحادیه دهقانان و کارگران بلاروسی که در ابتدا خواستار توقف فرایند لهستانی‌سازی و اعطا خودمختاری به بلاروس غربی بود در گذر زمان رادیکال‌تر شد. این سازمان پشتیبانی و کمک‌های مالی را از شوروی و کمینترن دریافت می‌کرد. این سازمان پس از سال ۱۹۲۷ عملاً توسط عوامل فرستاده شده از مسکو هدایت می‌شد و دولت لهستان آن را ممنوع اعلام کرد. کشف ارتباط میان اتحادیه و حزب کمونیست بلاروس غربی که طرفدار شوروی وضع را برای مخالفان سیاست‌های لهستان بدتر هم کرد.

#### اوکراین غربی
ناحیه گالیسیا و وولینیا کاملاً با یکدیگر متفاوت بودند. تا پیش از جنگ جهانی اول گالیسیا که توسط اتریش-مجارستان کنترل می‌شد شامل اوکراینی‌ها پیرو کاتولیک یونانی در شرق و لهستانی‌ها کاتولیک در غرب بود. در حالی که وولینیا را امپراتوری روسیه کنترل می‌نمود و جمعیت آن اکثراً اوکراینی‌های ارتدکس بوند که احساسات روس‌دوستی بسیار قوی داشتند. اوکراینی‌هایی گالیسیایی خودآگاهی بیشتری داشتند و تحت تأثیر ملی‌گرایان اوکراینی بودند.

#### مذهب
کلیسای کاتولیک یونانی اوکراینی که جزوی از کلیساهای کاتولیک محسوب می‌گشت می‌توانست امیدوار باشد از آنجایی که لهستانی‌ها مذهب کاتولیک را یکی از ابزارهای اصلی اتحاد ملت می‌دیدند از موقعیت بهتری بهره ببرد. اما لهستانی‌هایی مانند استانیسواو گرابسکی اوکراینی‌های کالیسیایی را کمتر از اوکراینی‌های وولینیایی ارتدکس قابل اعتماد می‌دیدند.ref از همین رو تلاش می‌کردند تا از ادغام اوکراینی‌های ارتدکس و کاتولیک جلوگیری نمایند.
به صورت تاریخی کلیسای کاتولیک یونانی دارای شخصیت ملی اوکراینی قدرتمندی بود و لهستانی‌ها به شیوه‌های مختلف تلاش می‌نمودند این شخصیت را تضعیف کنند. در سال ۱۹۲۴ میلادی پس از سفر رهبر کلیسای کاتولیک یونانی به آمریکای شمالی و اروپای غربی برای دیدار با کاتولیک‌های اوکراینی دولت لهستان بازگشت او به لووف را برای مدتی ممنوع کرد. کلیسای کاتولیک اوکراینی با محدودیت‌های متعددی روبرو می‌گشت و کشیشان لهستانی در مصدر امور قرار می‌گرفتند.
با توجه به جمعیت زیاد اوکراینی‌های ارتدکس دولت لهستان قوانینی را جهت حفاظت از حقوق اقلیت‌های ارتدکس تصویب کرده بود. در عمل اما این قوانین اجرا نمی‌شد و کلیسای کاتولیک لهستان که به دنبال بسط قدرت خویش بود نمایندگان رسمی در سیم (مجلس لهستان) و دادگاه‌ها داشت. هر اتهامی کافی بود تا کلیسا را مصادره و آن را به کلیسای کاتولیک تحویل دهند. هدف از کارزار تجدیدنظر این بود که کلیساهای ارتدکسی که پیش از تحمیل این مذهب توسط روسیه تزاری کلیسای کاتولیک یونانی بودند را به شکل اول خود بازگردانند. ۱۹۰ کلیسای ارتدکس نابود شدند و ۱۵۰ تای دیگر را اجباراً به کلیسای کاتولیک (آن هم نه کاتولیک یونانی) تغییر دادند. مطران کلیسای اوکراینی کاتولیک یونانی آندری شپتیسکی این اعمال را محکوم نمود و آن را مانعی در جهت اتحاد مردم دانست.

#### آموزش و پرورش
مقامات لهستانی بسیاری از اتاق مطالعه‌های پروسویتا را بستند که به همراه آسیب‌های ناشی از جنگ تعداد این اتاق‌ها را از ۲۸۷۹ عدد در سال ۱۹۱۴ به ۸۴۳ عدد در سال ۱۹۲۳ کاهش داد.
از نظر سیستم آموزشی نیز نظام آموزشی منطقه‌ای که در زمان اتریشی‌ها در لووف ایجاد شده بود در نمایندگی مستقل اوکراینی داشت در سال ۱۹۲۱ منحل شد و همه تصمیمات از ورشو گرفته می‌شد. اگرچه که هنوز نظام آموزش ابتدایی اوکراینی‌ها دست نخورده بود اما اکنون آن‌ها به شش ناحیه مختلف تقسیم شدند.: 588 
در سال ۱۹۲۴ براساس اعتراض نمایندگان اوکراینی مجلس دولت نخست‌وزیر وادیسواو گراپسکی قانون مدارس دوزبانه اوکراینی-لهستانی را تصویب نمود. در نتیجه این قانون مدارس تک زبانه اوکراینی و رشد مدارس دوزبانه بود.: 594 
از آنجایی که اوکراینی‌های لهستان تسلط اندکی بر آموزش رسمی کودکان خود داشتند سازمان پیشاهنگی پلاست نقش اساسی در فهم هویت ملی اوکراینی به جوانان داشت. این سازمان در اوج خود ۶۰۰۰ عضو داشت و مقامات لهستانی که از افزایش نفوذ آن نگران بودند سازمان را در سال ۱۹۳۰ کاملاً ممنوع کردند اما پلاست به صورت مخفی کار خود را ادامه می‌داد. در دانشگاه لویو هم اوکراینی‌ها به صورت محدود مورد پذیرش قرار می‌گرفتند.

#### سرزمین‌های لیتوانیایی
طی دوره میان‌دوجنگ روابط لهستان-لیتوانی متأثر از کشمکش میان دو کشور بود. در نتیجه درگیری بر سر اداره شهر ویلنیوس و جنگ لهستان و لیتوانی هر دو کشور با اقلیت‌های یکدیگر بسیار بدبرخورد می‌کردند. در سال ۱۹۲۰ میلادی پس از شورش ژلیگفسکی فعالیت لیتوانیایی‌ها در لهستان بسیار محدود شد. روزنامه‌های لیتوانیایی بسته شدند و ۳۳ فعال فرهنگی بلاروسی و لیتوانیایی از ویلنیوس تبعید شدند. در سال ۱۹۲۷ نیز هنگامی که تنش میان دو کشور باردیگر شدت گرفت ۴۸ مدرسه لیتوانیایی بسته و ۱۱ فعال دیگر تبعید شدند. با مرگ یوزف پیلسودسکی در سال ۱۹۳۵ میلادی اقلیت لیتوانیایی‌ها در لهستان بار دیگر به صورت گسترده زیر سیاست‌های لهستانی‌سازی قرار گرفتند. در سال‌های پس از ۱۹۳۶ بیش از ۲۶۶ مدرسه لیتوانیایی بسته و تمام سازمان‌های لیتوانیایی ممنوع شدند. همچنین دولت لهستان تلاش می‌نمود با اسکان کهنه‌سربازان لهستانی در مناطق مورد مناقشه فرایند لهستانی‌سازی را گسترش دهد. در سال‌های ۱۹۳۶ تا ۱۹۳۸ چهارصد قرائتخانه و کتابخانه لیتوانیایی در لهستان بسته شدند. پس از اولتیماتوم لهستان به لیتوانی در سال ۱۹۳۸ میلادی روابط میان دو کشور برقرار شد و شدت لهستانی‌سازی در مناطق لیتوانیایی‌نشین کاهش یافت.

## پس از جنگ جهانی دوم

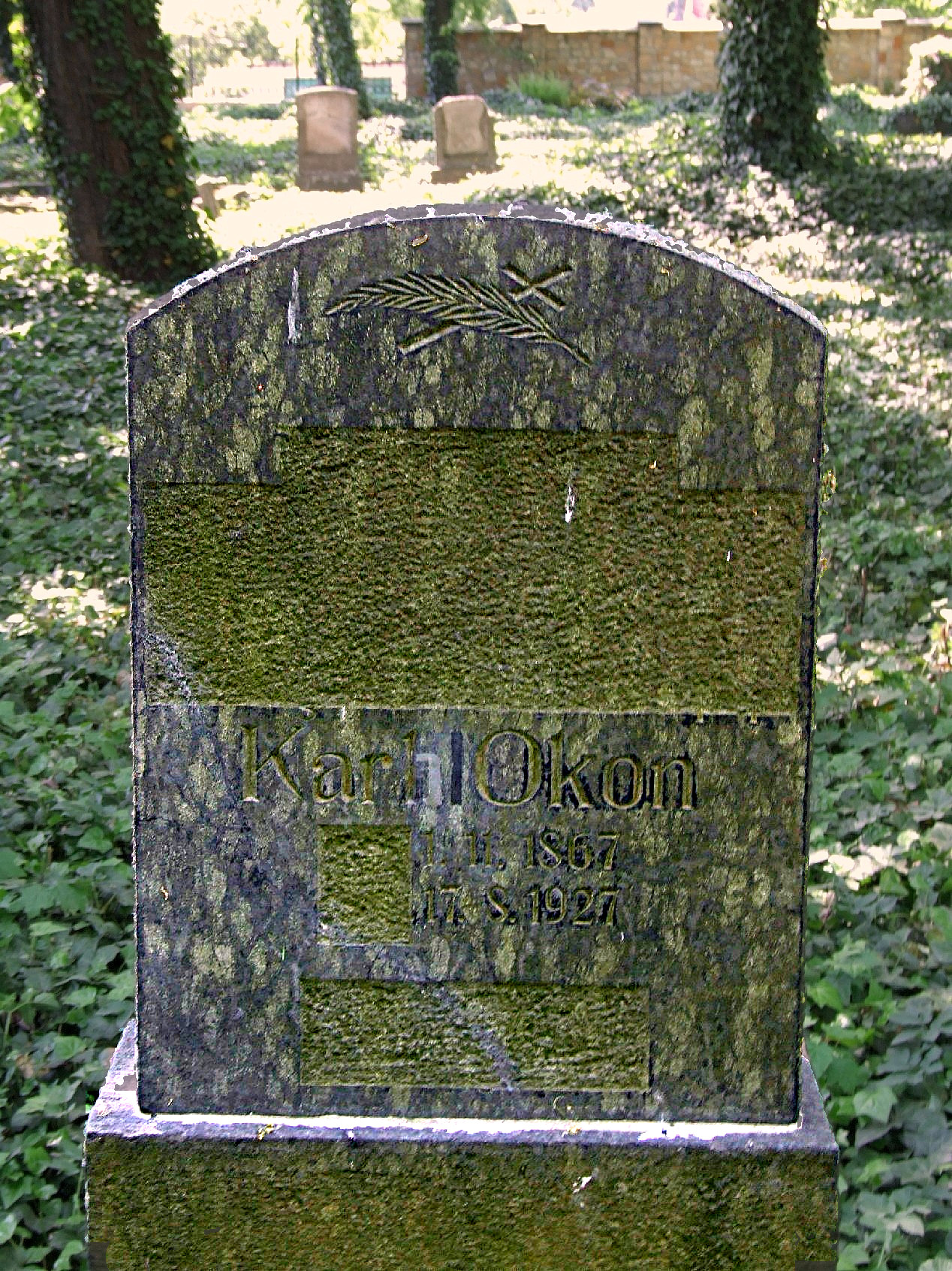
سنگ قبری با نوشته‌های آلمانی در گلیویتسه

مقامات لهستانی در دوران سلطه کمونیسم در لهستان طی عملیات ویستولا در سال ۱۹۴۷ میلادی برای نابودی پایگاه‌های پشتیبانی ارتش شورشی اوکراین ۱۴۱ هزار نفر را به سرزمین‌های پس‌گرفته شده که متفقین جنگ جهانی دوم به لهستان داده بودند انتقال دادند. این افراد در خانه‌ها و مزارعی که آلمانی‌ها از آن اخراج شدند سکنا پیدا نمودند. همان زمان در جمهوری شوروی سوسیالیستی اوکراین هم مقامات مسکو برنامه‌ای مانند آنچه در لهستان اجرا می‌نمودند را پیاده کردند.
در اوکراین نیروهای ان‌کاوه‌ده شوروی ۱۴۱ هزار نفر که تنها ۱۹ هزار مرد در میان آنان بود و بقیه را زنان و کودکان تشکیل می‌دادند را از غرب اوکراین به جمهوری شوروی سوسیالیستی قزاقستان و سیبری منتقل نمودند. بر خلاف آنچه که در لهستان اتفاق افتاد خانه و مزرعه‌ای برای این افراد آماده نبود و آن‌ها با فقر و گرسنگی شدید مواجه شدند.